# Nymphula medusalis
Nymphula medusalis là một loài bướm đêm trong họ Crambidae.